# Pablo d'Ors
Pablo Juan d'Ors (Madrid, 1º luglio 1963) è uno scrittore, critico letterario e presbitero spagnolo.

## Biografia

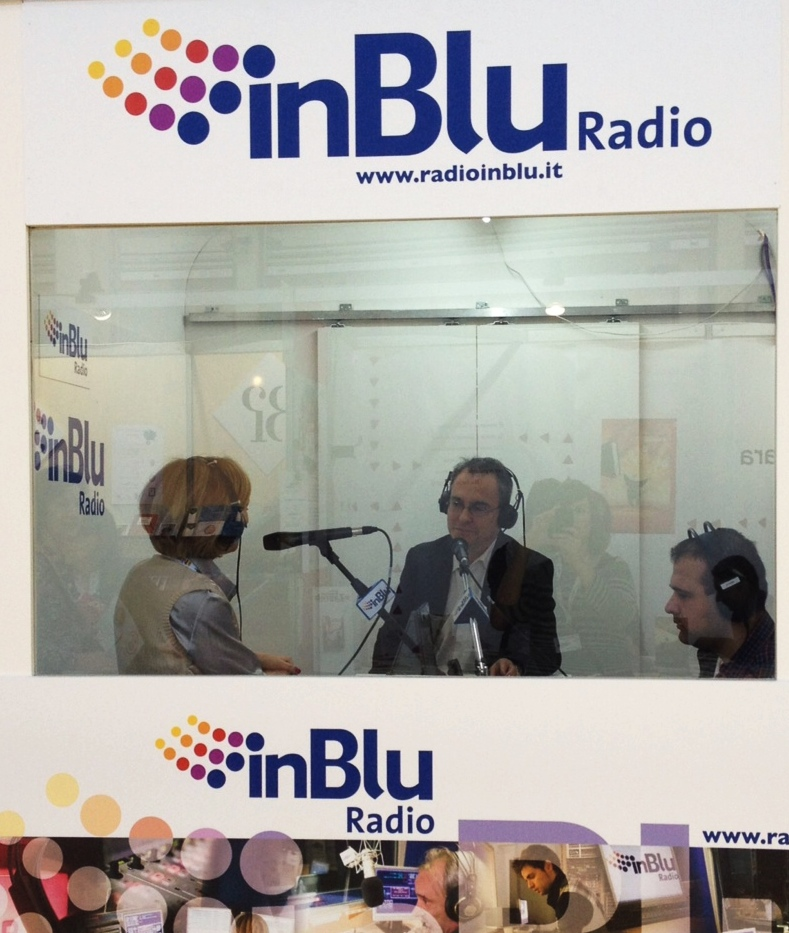
Pablo d'Ors intervistato al Salone del libro 2012

Nipote del saggista e critico d'arte Eugenio d'Ors, Pablo Juan d'Ors è nato a Madrid, nel 1963, in una famiglia di artisti e si è formato in un ambiente culturale tedesco. È stato discepolo del monaco e teologo Elmar Salmann.
Dopo essersi laureato a New York e aver studiato diritto (studio che ha abbandonato), filosofia e teologia, viene ordinato presbitero cattolico nel 1991 e viene destinato alla missione claretiana dell'Honduras. In seguito consegue il dottorato a Roma con una tesi intitolata Teopoética. Teología de la experiencia literaria, e completa i suoi studi a Vienna e Praga, dove si specializza in germanistica.
Al ritorno in Spagna, d'Ors è inviato come coadiutore in una parrocchia e poi nominato capellano universitario. È professore di drammaturgia e teologia nella sede di Madrid della Pontificia Università di Salamanca. In questo periodo adatta il Canto di Natale di Charles Dickens (Clyotalia, 1998), per il quale riceve il premio Celestina della critica.
Nel 2000 è stato finalista del Premio Herralde con il romanzo Las ideas puras, ed è stato critico letterario nel supplemento culturale del quotidiano ABC tra il 2001 e il 2006. Le sue opere hanno avuto un'ottima accoglienza dalla critica. Il suo Avventure dello stampatore Zollinger è stato portato in scena da Roberto Abbiati. Tutte le sue opere, accostate alla letteratura di Franz Kafka, Hermann Hesse e Milan Kundera, hanno avuto un ottimo riscontro di critica. Le sue opere in italiano sono state pubblicate da diversi editori, Aìsara, Quodlibet e Vita e Pensiero.
È stato cappellano nell'ospedale Ramón y Cajal e ha diretto il Laboratorio di scrittura teatrale dell'Università di Madrid.
Cercando il silenzio ha raggiunto a piedi in pellegrinaggio Santiago de Compostela, ha attraversato il deserto del Sahara, ha soggiornato sul monte Athos. Nel 2014 ha fondato l’associazione Amici del Deserto, con cui condivide l’avventura della meditazione e alla quale dedica oggi la maggior parte del suo impegno. Nello stesso anno papa Francesco lo ha nominato consultore del Pontificio consiglio della cultura.

## Opere
- El estreno (Anagrama 2000), raccolta di racconti.
- Las ideas puras (Anagrama 2000), finalista del premio Herralde
- Andanzas del impresor Zollinger (Anagrama 2003)
- El estupor y la maravilla (Pre-Textos, 2007)
- Lecciones de ilusión (Anagrama 2008)
- El amigo del desierto (2009)
- El olvido de sí (Pre-Textos, 2013)
- Biografía del silencio (2012)
- Contra la juventud (Galaxia Gutenberg, 2015)

- Entusiasmo (Galaxia Gutenberg, 2017)

## Opere tradotte
- Avventure dello stampatore Zollinger, trad. di Marco Stracquadaini (Quodlibet, 2011)
- Il debutto, trad. di Ileana M. Pop (Aìsara, 2012)
- Biografia del silenzio, trad. di Danilo Manera, (Vita e Pensiero, 2014)
- L'amico del deserto, trad. di Marino Magliani (Quodlibet, 2015)
- Sendino muore (Vita e Pensiero, 2015)
- L'oblio di sé, trad. di Simone Cattaneo (Vita e Pensiero, 2016)